# Syndipnomyia armata
Syndipnomyia armata är en tvåvingeart som beskrevs av Wulp 1885. Syndipnomyia armata ingår i släktet Syndipnomyia och familjen vapenflugor. Inga underarter finns listade i Catalogue of Life.